# Алкены

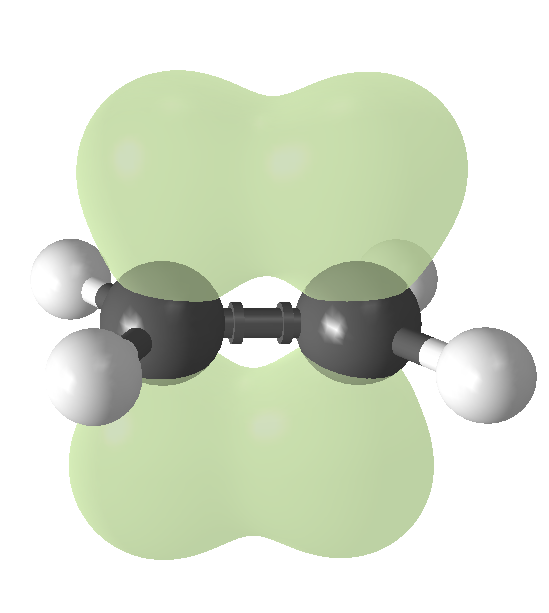
Пространственная структура этилена.

Алке́ны (олефины ) — ациклические углеводороды, содержащие одну двойную связь между атомами углерода с общей формулой {\displaystyle {\ce {CnH2n}}}.
Простейшим алкеном является этилен (C2H4). Атомы углерода при двойной связи алкенов находятся в состоянии sp2-гибридизации и имеют валентный угол 120°.  
По номенклатуре ИЮПАК для алкенов с линейной (неразветвлённой) углеродной цепью название может быть образовано от названия алкана с тем же числом атомов углерода путём заменой суффикса «-ан» на «-ен» с указанием при нём  положения двойной связи в углеродной цепи. Например: CH2=CH-CH2-CH3  – бутен-1.

## Гомологический ряд и изомерия
Алкены, число атомов углерода в которых больше двух, (то есть кроме этилена) имеют свои изомеры. Для алкенов характерны изомерия углеродного скелета, положения двойной связи, межклассовая и геометрическая. Например, единственным изомером пропилена является циклопропан (C3H6) по межклассовой изомерии. Начиная с бутилена, существуют изомеры по положению двойной связи (бутен-1 и бутен-2), по углеродному скелету (изобутилен или метилпропилен) и геометрические изомеры (цис-бутен-2 и транс-бутен-2). С ростом числа атомов углерода в молекуле количество изомеров возрастает в геометрической прогрессии.
Гомологический ряд алкенов:
| Этен (этилен)     | C2H4   |
| Пропен (пропилен) | C3H6   |
| Бутен (бутилен)   | C4H8   |
| Пентен            | C5H10  |
| Гексен            | C6H12  |
| Гептен            | C7H14  |
| Октен             | C8H16  |
| Нонен             | C9H18  |
| Децен             | C10H20 |

Алкены могут существовать в виде пространственных или геометрических изомеров.
Различают:
- цис- изомеры: заместители расположены по одну сторону от двойной связи;
- транс- изомеры: заместители расположены по разные стороны от двойной связи.

IUPAC рекомендует называть геометрические изомеры по следующей номенклатуре:
- Z- изомеры: старшие заместители у углеродных атомов двойной связи находятся по одну сторону относительно двойной связи;
- E- изомеры: старшие заместители у углеродных атомов двойной связи находятся по разные стороны относительно двойной связи.

## Номенклатура
Согласно номенклатуре  IUPAC, названия алкенов образуют добавлением суффикса «-ен» к основе названия, отражающей количество атомов углерода в основной углеродной цепи. Положение двойной связи в углеродной цепи обозначается арабскими цифрами после основы и перед суффиксом «-ен» в англоязычных названиях и после суффикса «-ен» – в русскоязычных. Названия углеводородных заместителей при основной углеродной цепи указываются в приставочной части названия. Например, CH2=C(CH3)-CH(CH3)-CH3 «2,3-диметилбутен-1» .
Углеводородные радикалы (заместители), образованные от алкенов, имеют комбинированный суффикс «-ени́л»,  (например,«бут-3-ен-1-ил» для CH2=CH–CH2–CH2—). Допустимыми являются два тривиальных названия: CH2=CH— «вини́л» и CH2=CH–CH2— «алли́л».  

## Электронное строение двойной связи
В соответствии с теорией гибридизации двойная связь образуется за счёт перекрывания вдоль линии связи С-С sp2-гибридных орбиталей атомов углерода (σ-связь) и бокового перекрывания углеродных p-орбиталей (π-связь).

Схема образования связей в молекуле этилена

В состоянии sp2-гибридизации электронное состояние атома углерода можно представить следующим образом:
{\displaystyle C^{*}\quad {\frac {\uparrow \downarrow }{1s}}\;{\frac {\uparrow \,}{sp^{2}}}\;{\frac {\uparrow \,}{sp^{2}}}{\frac {\uparrow \,}{sp^{2}}}{\frac {\uparrow \,}{p}}}
Все атомы этилена лежат в одной плоскости, а величина валентного угла связи C-H практически равна 120 °. Центры углеродных атомов в этилене находятся на расстоянии 0,134 нм, то есть длина двойной связи несколько короче, чем С-С.
Согласно теории молекулярных орбиталей линейная комбинация двух атомных 2p-орбиталей углерода формирует две молекулярные π-орбитали этилена:

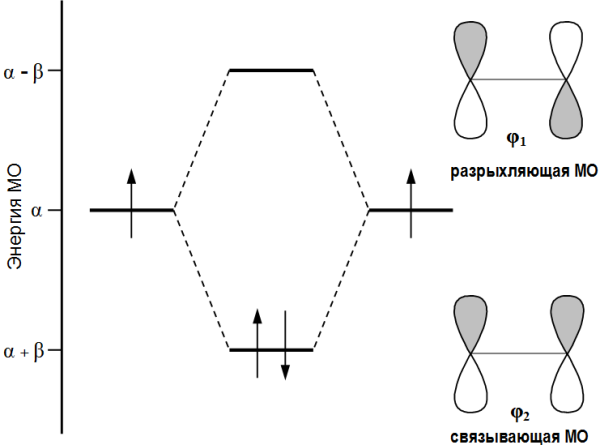
Формирование π-орбиталей этилена

Первый потенциал ионизации этилена составляет 10,51 эВ, что позволяет электрону относительно легко уходить (электрофильное взаимодействие) с высшей занятой молекулярной орбитали (ВЗМО).
В то же время, низшая связывающая молекулярная орбиталь (НСМО) этилена имеет достаточно низкую энергию: −1,6—1,8 эВ, что объясняет относительную лёгкость присоединения электрона с образованием аниона (нуклеофильное взаимодействие).
Добавление метильного заместителя снижает потенциал ионизации π-электронов примерно на 0,6—0,8 эВ и повышает энергию НСМО на 0,2 эВ, а ВЗМО на 0,7 эВ.

## История открытия
Впервые этилен был получен в 1669 году немецким химиком и врачом И. И. Бехером действием серной кислоты на этиловый спирт. Учёный установил, что его «воздух» более химически активен, чем метан, однако идентифицировать полученный газ он не смог и названия ему не присвоил.
Вторично и тем же способом «воздух Бехера» был получен и описан голландскими химиками Я.Р. Дейманом, Потс-ван-Трооствиком, Бондом и Лауверенбургом в 1795 году. Они назвали его «маслородным газом» так как при взаимодействии с хлором, он образовывал маслянистую жидкость — дихлорэтан (об этом стало известно позднее). По-французски «маслородный» — oléfiant. Французский химик Антуан Фуркруа ввёл этот термин в практику, а когда были обнаружены другие углеводороды такого же типа, это название стало общим для всего класса олефинов (или, по современной номенклатуре, алкенов).
В начале XIX века французский химик Ж. Гей-Люссак обнаружил, что этанол состоит из «маслородного» газа и воды. Этот же газ он обнаружил и в хлористом этиле. В 1828 году Ж. Дюма и П. Буллей предположили, что этилен представляет собой основание, способное давать соли подобно аммиаку. Якоб Берцелиус принял эту идею, назвав соединение «этерином» и обозначив буквой E.
Определив, что этилен состоит из водорода и углерода, долгое время химики не могли выписать его настоящую формулу. В 1848 году Кольбе писал формулу этилена как С4Н4, этого же мнения придерживался и Либих. Ж. Дюма правильно определил состав вещества, но его структура по-прежнему была описана неверно: С2НН3.
В 1862 году немецкий химик-органик Э. Эрленмейер предположил наличие в молекуле этилена двойной связи, а в 1870 году известный российский учёный А. М. Бутлеров признал эту точку зрения правильной, подтвердив её природу экспериментально.

## Нахождение в природе и физиологическая роль алкенов
В природе ациклические алкены практически не встречаются. Простейший представитель этого класса органических соединений — этилен (C2H4) — является гормоном для растений и в незначительном количестве в них синтезируется.
Один из немногих природных алкенов — мускалур (цис- трикозен-9) является половым аттрактантом самки домашней мухи (Musca domestica).
Низшие алкены в высоких концентрациях обладают наркотическим эффектом. Высшие члены ряда также вызывают судороги и раздражение слизистых оболочек дыхательных путей.
Отдельные представители алкенов :
- Этилен — вызывает наркоз, обладает раздражающим и мутагенным действием.
- Пропилен — вызывает наркоз (сильнее, чем этилен), оказывает общетоксическое и мутагенное действие, а его межклассовый изомер- циклопропан также используется в качестве наркоза.
- Бутен-2 — вызывает наркоз, обладает раздражающим действием[11].

## Физические свойства
- Температуры плавления и кипения алкенов (упрощённо) увеличиваются с молекулярной массой и длиной главной углеродной цепи.
- При нормальных условиях алкены с C2H4 до C4H8 — газы; с пентена C5H10 до гептадецена C17H34 включительно — жидкости, а начиная с октадецена C18H36 — твёрдые вещества. Алкены не растворяются в воде, но хорошо растворяются в органических растворителях.

| Физические свойства алкенов. | Физические свойства алкенов. | Физические свойства алкенов. | Физические свойства алкенов. | Физические свойства алкенов. | Физические свойства алкенов. |
| ---------------------------- | ---------------------------- | ---------------------------- | ---------------------------- | ---------------------------- | ---------------------------- |
| №                            | Название                     | Формула                      | Т плавления, ° C             | Т кипения, ° C               | Плотность, d20 4             |
| 1                            | Этилен                       | С2H4                         | −169,1                       | −103,7                       | 0,5700*                      |
| 2                            | Пропилен                     | C3H6                         | −187,6                       | −47,7                        | 0,5193*                      |
| 3                            | Бутен-1                      | C4H8                         | −185,3                       | −6,3                         | 0,5951*                      |
| 4                            | цис-Бутен-2                  | CH3-CH=CH-CH3                | −138,9                       | 3,7                          | 0,6213                       |
| 5                            | транс-Бутен-2                | CH3-CH=CH-CH3                | −105,5                       | 0,9                          | 0,6042                       |
| 6                            | 2-Метилпропен-1              | CH3-C(CH3)=CH2               | −140,4                       | −7,0                         | 0,5942*                      |
| 7                            | Пентен-1                     | CH2=CH-CH2-CH2-CH3           | −165,2                       | 30,1                         | 0,6405                       |
| 8                            | Гексен-1                     | CH2=CH-CH2-CH2-CH2-CH3       | −139,8                       | 63,5                         | 0,6730                       |
| 9                            | Гептен-1                     | С7H14                        | −119,0                       | 93,6                         | 0,6970                       |
| 10                           | Октен-1                      | С8H16                        | −101,7                       | 121,3                        | 0,7140                       |
| …                            | Гептадецен                   | С17H34                       | 4,1                          | 284,4                        | 0,7811                       |

* Значения измерены при температуре кипения.

## Химические свойства
Алкены химически активны. Их химические свойства во многом определяются наличием двойной связи.
Для алкенов наиболее характерны реакции электрофильного присоединения и реакции радикального присоединения. Реакции нуклеофильного присоединения обычно требуют наличие сильного нуклеофила и для алкенов не типичны.
Особенностью алкенов являются также реакции циклоприсоединения и метатезиса.
Алкены легко вступают в реакции окисления, гидрируются с сильными восстановителями или водородом под действием катализаторов, а также способны к радикальному замещению.

### Реакции электрофильного присоединения
В данных реакциях атакующей частицей является электрофил.

#### Галогенирование
Галогенирование алкенов, проходящее в отсутствие инициаторов радикальных реакций — типичная реакция электрофильного присоединения. Она проводится в среде неполярных инертных растворителей (например: CCl4):
{\displaystyle {\mathsf {R\!\!-\!\!CH\!\!=\!\!CH_{2}+Br_{2}}}\rightarrow {\mathsf {R\!\!-\!\!CHBr\!\!-\!\!CH_{2}Br}}}
Реакция галогенирования стереоспецифична —- присоединение происходит с противоположных сторон относительно плоскости молекулы алкена
Механизм реакций подобного типа в общем виде:

#### Гидрогалогенирование
Электрофильное присоединение галогенводородов к алкенам происходит по правилу Марковникова:
Однако в присутствии перекисей присоединение происходит преимущественно против этого правила (эффект Хараша):
Это объясняется тем, что реакция в данном случае будет протекать по радикальному механизму и присоединение радикала Br. идёт по стерически наиболее доступному концевому атому углерода двойной связи:

#### Гидроборирование[англ.]
Присоединение гидридов бора к алкенам и последующее их расщепление в щелочной среде, открытое Г. Брауном в 1958 году, является столь важной реакцией, что за её обнаружение и изучение в 1979 году учёный был удостоен Нобелевской премии по химии.
Присоединение происходит многоступенчато с образованием промежуточного циклического активированного комплекса, причём присоединение бора происходит против правила Марковникова — к наиболее гидрогенизированному атому углерода:
В синтезе обычно используется не сам диборан, а его донорно-акцепторный комплекс с простым эфиром:
Алкилбораны легко расщепляются. Так под действием пероксида водорода в щелочной среде образуются спирты:
Реакция гидроборирования является реакцией син-присоединения — её результатом становятся цис-аддукты.

#### Гидратация
Реакция присоединения воды к алкенам протекает в присутствии серной кислоты:
{\displaystyle {\mathsf {R\!\!-\!\!CH\!\!=\!\!CH_{2}+H_{2}O}}\rightarrow {\mathsf {R\!\!-\!\!CH(OH)\!\!-\!\!CH_{3}}}}
Реакция протекает по правилу Марковникова.

#### Алкилирование
Присоединение алканов к алкенам в присутствии кислотного катализатора (HF или H2SO4) при низких температурах приводит к образованию углеводорода с большей молекулярной массой и часто используется в промышленности:
{\displaystyle {\mathsf {R\!\!-\!\!CH\!\!=\!\!CH_{2}+R'\!\!-\!\!H}}\rightarrow {\mathsf {R\!\!-\!\!CH_{2}\!\!-\!\!CH_{2}R'}}}
Данная реакция также может протекать по свободнорадикальному механизму в отсутствие катализатора при высокой температуре (500 °C) и давлении (15-30 МПа).

#### Прочие реакции электрофильного присоединения
Для алкенов также характерны следующие реакции электрофильного присоединения:
- Присоединение спирта с образованием простого эфира:

{\displaystyle {\mathsf {R\!\!-\!\!CH\!\!=\!\!CH_{2}+R'\!\!-\!\!OH}}\rightarrow {\mathsf {R\!\!-\!\!CH(OR')\!\!-\!\!CH_{3}}}}
- Получение спиртов по реакции оксимеркурирования-демеркурирования:

{\displaystyle {\mathsf {R\!\!-\!\!CH\!\!=\!\!CH_{2}+(CH_{3}COO)_{2}Hg+H_{2}O}}\rightarrow {\mathsf {R\!\!-\!\!CH(OH)\!\!-\!\!CH_{2}\!\!-\!\!Hg\!\!-\!\!O\!\!-\!\!C(O)CH_{3}+CH_{3}COOH}}}
{\displaystyle {\mathsf {R\!\!-\!\!CH(OH)\!\!-\!\!CH_{2}\!\!-\!\!Hg\!\!-\!\!O\!\!-\!\!C(O)CH_{3}+H_{2}}}{\stackrel {NaBH_{4}}{\longrightarrow }}{\mathsf {R\!\!-\!\!CH(OH)\!\!-\!\!CH_{3}+Hg+CH_{3}COOH}}}
- Присоединение хлорноватистой кислоты с образованием хлоргидринов:

{\displaystyle {\mathsf {R\!\!-\!\!CH\!\!=\!\!CH_{2}+Cl_{2}+H_{2}O}}\rightarrow {\mathsf {R\!\!-\!\!CH(OH)\!\!-\!\!CH_{2}Cl+HCl}}}
- Присоединение хлорангидридов с дальнейшим получением ненасыщенных кетонов (реакция Кондакова, катализатор ZnCl2[17]):

{\displaystyle {\mathsf {R\!\!-\!\!CH\!\!=\!\!CH_{2}+R'\!\!-\!\!COCl}}\rightarrow {\mathsf {R\!\!-\!\!CHCl\!\!-\!\!CH_{2}COR'}}\rightarrow {\mathsf {R\!\!-\!\!CH\!\!=\!\!CH\!\!-\!\!COR'+HCl}}}

### Реакции радикального присоединения
В условиях, способствующих гомолитическому разрыву связи, (высокая температура, облучение, наличие свободных радикалов и пр.) присоединение к алкенам происходит по радикальному механизму.
{\displaystyle {\mathsf {R\!\!-\!\!CH\!\!=\!\!CH_{2}+HCl}}\rightarrow {\mathsf {R\!\!-\!\!CH_{2}Cl\!\!-\!\!CH_{3}}}} по правилу Марковникова.
{\displaystyle {\mathsf {R\!\!-\!\!CH\!\!=\!\!CH_{2}+COCl_{2}}}\rightarrow {\mathsf {R\!\!-\!\!CHCl\!\!-\!\!CH_{2}COCl}}}
{\displaystyle {\mathsf {R\!\!-\!\!CH\!\!=\!\!CH_{2}+CCl_{4}}}\rightarrow {\mathsf {R\!\!-\!\!CHCl\!\!-\!\!CH_{2}CCl_{3}}}}
и т. п.
Механизм реакции:

### Реакции присоединения карбенов
Карбены CR2: — высокореакционные короткоживущие частицы, которые способны легко присоединяться к двойной связи алкенов. В результате реакции присоединения карбена образуются производные циклопропана:
Карбены в более характерном для них синглетном состоянии, вступая в реакцию, дают стереоспецифичные продукты син-присоединения.
Помимо собственно карбена, в подобные реакции могут вступать и его производные:
{\displaystyle {\mathsf {CCl_{2},CBr_{2},C(CN)_{2},C}}\!\!=\!\!{\mathsf {C(CH_{3}),RCOCH}}}    и пр.
Часто реакции присоединения карбенов происходят без прямых доказательств их свободного присутствия, то есть происходит перенос карбена. Для этого случая, а также если генерация свободного карбена ставится под сомнение, пользуются термином карбеноид.
В лабораторной практике часто пользуются реакцией Симмонса — Смита:
Подробнее о методах получения карбенов см. статью Карбены.

### Гидрирование (реакция Сабатье — Сандеран)
{\displaystyle {\mathsf {R\!\!-\!\!CH\!\!=\!\!CH\!\!-\!\!R'+H_{2}}}\rightarrow {\mathsf {R\!\!-\!\!CH_{2}\!\!-\!\!CH_{2}\!\!-\!\!R'}}}
Гидрирование алкенов непосредственно водородом происходит только в присутствии катализатора.
Гетерогенными катализаторами гидрирования служат платина, палладий, никель
.
Гидрирование можно проводить и в жидкой фазе с гомогенными катализаторами (например: катализатор Уилкинсона ((C6H5)3P)3Rh Cl).
В качестве реагентов гидрирования могут выступать диимид (NH=NH), диборан (B2H6) и др.

### Реакции радикального замещения
При высоких температурах (более 400 °C) реакции радикального присоединения, носящие обратимый характер, подавляются.
В этом случае становится возможным провести замещение атома водорода, находящегося в аллильном положении при сохранении двойной связи:
{\displaystyle {\mathsf {CH_{3}\!\!-\!\!CH\!\!=\!\!CH_{2}+Cl_{2}}}\rightarrow {\mathsf {ClCH_{2}\!\!-\!\!CH\!\!=\!\!CH_{2}+HCl}}}
Реакция носит радикальный характер и протекает аналогично хлорированию алканов.
Аллильное бромирование обычно проводят N-бромсукцинимидом (реакция Воля — Циглера) в присутствии перекиси бензоила в среде тетрахлорметана или в бинарной смеси диметилсульфоксида и воды:

### Окисление
Окисление алкенов может происходить в зависимости от условий и видов окислительных реагентов как с разрывом двойной связи, так и с сохранением углеродного скелета.

#### Окисление неорганическими окислителями
- В мягких условиях возможно окисление посредством присоединения по двойной связи двух гидроксильных групп[25]:

{\displaystyle {\mathsf {R\!\!-\!\!CH\!\!=\!\!CH\!\!-\!\!R+OsO_{4}+2H_{2}O}}\rightarrow {\mathsf {R\!\!-\!\!CH(OH)\!\!-\!\!CH(OH)\!\!-\!\!R+OsO_{2}(OH)_{2}}}}
На первом этапе происходит присоединение оксида осмия к алкену, затем под действием восстановителя (Zn или NaHSO3) образовавшийся комплекс переходит к диолу (Реакция Криге).
Аналогично реакция идёт в нейтральной или слабощелочной среде под действием KMnO4 (Реакция Вагнера):
{\displaystyle {\mathsf {3CH_{2}\!\!=\!\!CH_{2}+2KMnO_{4}+4H_{2}O}}\rightarrow {\mathsf {3CH_{2}OH\!\!-\!\!CH_{2}OH+2KOH+2MnO_{2}}}}
- При действии на алкены сильных окислителей (KMnO4 или K2Cr2O7 в среде Н2SO4) при нагревании происходит разрыв двойной связи:

{\displaystyle {\mathsf {R\!\!-\!\!CH\!\!=\!\!CH\!\!-\!\!R+[O]}}\rightarrow {\mathsf {2R\!\!-\!\!COOH}}}
{\displaystyle {\mathsf {R\!\!-\!\!CH\!\!=\!\!C(R)(R')+[O]}}\rightarrow {\mathsf {R\!\!-\!\!COOH+R\!\!-\!\!C(O)\!\!-\!\!R'}}} (кетон)
- Некоторые окислители, например нитрат (III) таллия, окисляют алкены с перегруппировкой по следующей схеме[25]:

{\displaystyle {\mathsf {R\!\!-\!\!C(R)\!\!=\!\!CH\!\!-\!\!R+[O]}}\rightarrow {\mathsf {R\!\!-\!\!C(O)\!\!-\!\!CH(R)R}}}

#### Окисление в присутствии солей палладия
В присутствии солей палладия этилен окисляется до ацетальдегида:
{\displaystyle {\mathsf {2CH_{2}\!\!=\!\!CH_{2}+O_{2}}}\rightarrow {\mathsf {2CH_{3}CHO}}}
Реакция идёт в кислой среде и является промышленным способом получения ацетальдегида.
Аналогично образуется ацетон из пропена.

#### Эпоксидирование
При действии на алкены пероксикарбоновых кислот образуются эпоксиды (реакция Прилежаева):
Реакция эпоксидирования используется для промышленного получения этиленоксида. Окислителем выступает кислород воздуха; процесс идёт на серебряном катализаторе при 200—250 °C под давлением.

#### Озонолиз
Озонолиз алкенов обычно проводят при низких температурах (от −80 до −30 °C) в инертном растворителе (гексан, тетрахлорметан, хлороформ, этилацетат и пр.). Непосредственные продукты озонолиза не выделяют, а подвергают дальнейшему гидролизу, окислению или восстановлению.
- Озонолиз[англ.] в мягких условиях: алкен окисляется до альдегидов (в случае монозамещённых вицинальных углеродов), кетонов (в случае дизамещенных вицинальных углеродов) или смеси альдегида и кетона (в случае три-замещенного у двойной связи алкена).

На первой стадии происходит присоединение озона с образованием озонида. Далее под действием восстановителя (например: Zn + CH3COOH) озонид разлагается:
Если взять более сильный восстановитель, скажем — алюмогидрид лития, продуктом реакции будут спирты.
- Озонолиз[англ.] в жёстких условиях — алкен окисляется до кислоты:

{\displaystyle {\mathsf {R'\!\!-\!\!CH\!\!=\!\!CH\!\!-\!\!R''+O_{3}}}\rightarrow {\mathsf {R'\!\!-\!\!COOH+R''\!\!-\!\!COOH+H_{2}O}}}
В данном случае разложение озонида происходит под действием окислителей (пероксид водорода, оксид серебра, пероксикислоты и пр.).

### Реакция карбонилирования
Алкены в присутствии катализатора, высокой температуры и давления присоединяют CO и H2 с образованием альдегидов:
{\displaystyle {\mathsf {CH_{2}\!\!=\!\!CH_{2}+CO+H_{2}}}\rightarrow {\mathsf {CH_{3}\!\!-\!\!CH_{2}\!\!-\!\!CHO}}}
Аналогично протекает реакция CO и H2O с образованием карбоновых кислот :
{\displaystyle {\mathsf {CH_{2}\!\!=\!\!CH_{2}+CO+H_{2}O}}\rightarrow {\mathsf {CH_{3}\!\!-\!\!CH_{2}\!\!-\!\!COOH}}}
Если вместо воды использовать спирт, конечным продуктом реакции будет сложный эфир :
{\displaystyle {\mathsf {CH_{2}\!\!=\!\!CH_{2}+CO+C_{2}H_{5}OH}}\rightarrow {\mathsf {CH_{3}\!\!-\!\!CH_{2}\!\!-\!\!COOC_{2}H_{5}}}}

### Реакции полимеризации
Полимеризация алкенов может протекать как по свободнорадикальному, так и катионно-анионному механизму.
По первому методу получают полиэтилен высокого давления:
{\displaystyle {\mathsf {n\ CH_{2}\!\!=\!\!CH_{2}}}\rightarrow {\mathsf {-[-\!CH_{2}\!\!-\!\!CH_{2}\!-]_{n}-}}}
Катализатором реакции выступают пероксиды.
Второй метод предполагает использование в качестве катализаторов кислот (катионная полимеризация), металлорганических соединений (катализаторы Циглера-Натта, анионная полимеризация). Преимуществом метода является возможность получения стереоселективных полимеров.
Реакции свободнорадикального присоединения

### Метатезис алкенов
Впервые данный тип реакций был обнаружен в середине прошлого века при изучении полимеризации этилена, а в затем был использован в 1966 году для промышленного синтеза бутена-2.
В 1967 году Н. Кальдерон, Х. Ю Чен и К. В. Скотт описали метатезис алкенов (в российской литературе часто употребляется термин реакция дисмутации алкенов, иначе говоря — реакцию обмена атомами при сохранении общей структуры алкена и его двойной связи) в условиях катализа хлоридом вольфрама (VI):
{\displaystyle {\mathsf {R\!\!-\!\!C\!\!=\!\!C\!\!-\!\!R'+R''\!\!-\!\!C\!=\!\!C\!\!-\!\!R'''}}\rightarrow {\mathsf {R\!\!-\!\!C\!\!=\!\!C\!\!-\!\!R''+R'\!\!-\!\!C\!\!=\!\!C\!\!-\!\!R'''}}}
Реакция оказалась настолько важной в области практической препаративной химии, что исследовательская группа Роберта Граббса, разработавшая новый класс катализаторов (алкилиденовые комплексы рутения) метатезиса олефинов, получила в 2005 году Нобелевскую премию в области химии. Эту премию также получили француз Ив Шовен в 1971 году, предложивший карбеновую теорию механизма реакции метатезиса, и американец Ричард Шрок, создавший в 1990 году первый металлорганический катализатор метатезиса алкенов.
В 2008 году польские химики продемонстрировали реакцию метатезиса в водном растворе с использованием коммерчески доступного рутениевого катализатора.
Технологические аспекты метатезиса алкенов рассмотрены в статье: Метатезис олефинов: современный путь к полипропилену.

## Методы получения алкенов
Основным промышленным методом получения алкенов является каталитический и высокотемпературный крекинг углеводородов нефти и природного газа. Для производства низших алкенов используют также реакцию дегидратации соответствующих спиртов.
В лабораторной практике обычно применяют метод дегидратации спиртов в присутствии сильных минеральных кислот, дегидрогалогенирование и дегалогенирование соответствующих галогенпроизводных; синтезы Гофмана, Чугаева, Виттига и Коупа.
Подробнее — см. соответствующие разделы ниже.

### Дегидрирование алканов
Это один из промышленных способов получения алкенов. Температура: 350—450 °C, катализатор — Cr2O3. Также используются алюмомолибденовые и алюмоплатиновые катализаторы. Для получения транс-алкенов используют MOH/EtOH, для цис-производных NaNH2/NH3
{\displaystyle {\mathsf {CH_{3}\!\!-\!\!CH_{3}}}\rightarrow {\mathsf {CH_{2}\!\!=\!\!CH_{2}+H_{2}}}}
{\displaystyle {\mathsf {(CH_{3})_{2}CH\!\!-\!CH_{3}}}\rightarrow {\mathsf {(CH_{3})_{2}C\!\!=\!\!CH_{2}+H_{2}}}}

### Дегидрогалогенирование и дегалогенирование алканов
Отщепление галогенов у дигалогеналканов происходит в присутствии цинка:
{\displaystyle {\mathsf {R\!\!-\!\!CHCl\!\!-\!\!CH_{2}Cl+Zn}}\rightarrow {\mathsf {R\!\!-\!\!CH\!\!=\!\!CH_{2}+ZnCl_{2}}}}
Дегидрогалогенирование проводят при нагревании действием спиртовыми растворами щелочей:
{\displaystyle {\mathsf {R\!\!-\!\!CHBr\!\!-\!\!CH_{3}+C_{2}H_{5}ONa}}\rightarrow {\mathsf {R\!\!-\!\!CH\!\!=\!\!CH_{2}+NaBr+C_{2}H_{5}OH}}}
При отщеплении галогенводорода образуется смесь изомеров, преобладающий из которых определяется правилом Зайцева: отщепление протона происходит от менее гидрогенизированного атома углерода.

### Дегидратация спиртов
Дегидратацию спиртов ведут при повышенной температуре бани в присутствии сильных минеральных кислот:
{\displaystyle {\mathsf {CH_{3}\!\!-\!\!CH(OH)\!\!-\!\!CH_{3}+H_{2}SO_{4}}}\rightarrow {\mathsf {CH_{3}\!\!-\!\!CH(OSO_{3}H)\!\!-\!\!CH_{3}+H_{2}O}}}
{\displaystyle {\mathsf {CH_{3}\!\!-\!\!CH(OSO_{3}H)\!\!-\!\!CH_{3}}}\rightarrow {\mathsf {CH_{3}\!\!-\!\!CH\!\!=\!\!CH_{2}+H_{2}SO_{4}}}}
В современной практике алкены из вторичных и третичных спиртов также получают с использованием дегидратирующего реагента — реагента Бёрджесса:

### Гидрирование алкинов
Частичное гидрирование алкинов требует специальных условий и наличие катализатора (например, дезактивированного палладия — катализатора Линдлара):
{\displaystyle {\mathsf {CH_{3}\!\!-\!\!C}}\!\!\equiv \!\!{\mathsf {C\!\!-\!\!CH_{3}+H_{2}}}\ {\xrightarrow {Pd/Pb(CH_{3}COO)_{2}}}\ {\mathsf {CH_{3}\!\!-\!\!CH\!\!=\!\!CH\!\!-\!\!CH_{3}}}} (цис-изомер)
{\displaystyle {\mathsf {CH_{3}\!\!-\!\!C}}\!\!\equiv \!\!{\mathsf {C\!\!-\!\!CH_{3}+2Na+2NH_{3}}}\rightarrow {\mathsf {CH_{3}\!\!-\!\!CH\!\!=\!\!CH\!\!-\!\!CH_{3}}}} (транс-изомер) {\displaystyle {\mathsf {+2NaNH_{2}}}}

### Реакция Виттига
Реакция Виттига — стереоселективный синтез алкенов взаимодействием карбонильных соединений и алкилиденфосфоранов (илидов фосфониевых солей):
{\displaystyle {\mathsf {(C_{6}H_{5})_{3}P+CH_{3}Br}}\rightarrow {\mathsf {[(C_{6}H_{5})_{3}P\!\!-\!\!CH_{3}]Br}}}
{\displaystyle {\mathsf {[(C_{6}H_{5})_{3}P\!\!-\!\!CH_{3}]Br+C_{6}H_{5}Li}}\rightarrow {\mathsf {(C_{6}H_{5})_{3}P\!\!-\!\!CH_{2}\!\!:+}}{\mathsf {C_{6}H_{6}+LiBr}}}
{\displaystyle {\mathsf {CH_{3}\!\!-\!\!CO\!\!-\!\!CH_{3}+(C_{6}H_{5})_{3}P\!\!-\!\!CH_{2}\!\!:}}\rightarrow {\mathsf {CH_{3}\!\!-\!\!C(CH_{3})\!\!=\!\!CH_{2}+(C_{6}H_{5})_{3}P\!\!=\!\!O}}}
Для превращения солей фосфония в илиды используются бутиллитий, гидрид, амид или алкоголят натрия, а также некоторые другие сильные основания.
В реакцию могут вступать самые различные карбонильные соединения, среди которых ароматические и алифатические альдегиды и кетоны, в том числе содержащие двойные и тройные связи и различные функциональные группы.
В лабораторной практике часто используют более современную модификацию (1959 год) реакции Виттига — реакцию Хорнера-Уодсворта-Эммонса:
Преимущество использования фосфонатов заключается в том, что образующиеся в ходе реакции фосфаты легко отмываются водой. Кроме того, реакция позволяет избирать оптическое направление элиминирования, получая на выходе транс- (термодинамический контроль) или цис-изомеры (кинетический контроль).

### Реакция Кнёвенагеля
Реакция Кнёвенагеля — конденсация альдегидов или кетонов с соединениями, содержащими активную CH2-группу:
Реакция имеет очень широкий диапазон применения, при этом помимо эфиров малоновой кислоты, в реакцию могут вступать и другие соединения, например: CH3CN, CH3NO2, LiCH2COOC2H5 и пр..

### Реакция Чугаева
Реакция Чугаева — взаимодействие спиртов с CS2 и NaOH с последующим метилированием и дальнейшим пиролизом образовавшихся S-метилксантогенатов:
{\displaystyle {\mathsf {R\!\!-\!\!CH_{2}\!\!-\!\!CH_{2}OH+CS_{2}+NaOH}}\rightarrow {\mathsf {R\!\!-\!\!CH_{2}\!\!-\!\!CH_{2}OC(S)\!\!-\!\!SNa+H_{2}O}}}
{\displaystyle {\mathsf {R\!\!-\!\!CH_{2}\!\!-\!\!CH_{2}OC(S)\!\!-\!\!SNa}}\rightarrow {\mathsf {R\!\!-\!\!CH\!\!=\!\!CH_{2}+COS+NaHS}}}

### Реакция Гофмана
Исчерпывающее метилирование по Гофману — разложение четвертичных аммониевых оснований на алкен, третичный амин и воду:
{\displaystyle {\mathsf {(C_{2}H_{5})_{4}N^{+}OH^{-}}}\rightarrow {\mathsf {CH_{2}\!\!=\!\!CH_{2}+(C_{2}H_{5})_{3}N+H_{2}O}}}
На первой стадии реакции действием метилиодида амин превращают в четвертичный аммонийиодид, который далее переводят в гидроксид действием оксида серебра, наконец, последний этап — разложение — ведут при 100—200 °C, часто при пониженном давлении.
Элиминирование по Гофману приводит к образованию наименее замещённых алкенов (против правила Зайцева).
Метод используется, в основном, для получения некоторых циклических алкенов и в химии алкалоидов.

### Реакция Коупа
Реакция Коупа — разложение N-окисей третичных аминов:

### Прочие методы синтеза

#### Реакция Бурда
Реакция Бурда — элиминирование брома и этоксигруппы из бромалкилэтиловых эфиров под действием цинковой пыли:

#### Синтез из тозилгидразонов
Алкены можно получить разложением тозилгидразонов под действием оснований (Реакция Бэмфорда — Стивенса и Реакция Шапиро):
Реакция Бэмфорда — Стивенса и Реакция Шапиро протекают по одинаковому механизму.
В первом случае используются натрий, метилат натрия, гидриды лития или натрия, амид натрия и т. п. Во втором: аллкиллитий и реактивы Гриньяра.
В реакция Бэмфорда — Стивенса образуются более замещённые, а в реакция Шапиро — наименее замещённые алкены.

#### Реакция Перкина
Реакция Перкина — взаимодействие ароматических альдегидов с ангидридами карбоновых кислот в присутствии катализаторов основного характера (щелочных солей карбоновых кислот, третичных аминов и т. п.):
Последующим декарбоксилированием образующейся кислоты можно получить соответствующий алкен.

## Идентификация алкенов

### Химические методы идентификации алкенов
Часто для идентификации алкенов используют реакцию Вагнера: обесцвечивание раствора перманганата калия в слабощелочной среде (окисление алкенов до гликолей).
Другой вариант — обесцвечивание раствора брома в четырёххлористом углероде при отсутствии выделения бромоводорода (реакция присоединения).
Эти химические методы является очень общими, не селективными и не могут гарантированно определить алкены.
Для подтверждения наличия двойной связи в соединении используют методы спектроскопии.

### Масс-спектрометрические методы анализа алкенов
Масс-спектры алкенов по сравнению с алканами содержат более интенсивные M+ пики.
Существует эффективный экспресс-метод масс-спектрометрического исследования строения алкенов, заключающийся в изучении масс-спектров соответствующих алканов, образующихся при проведении газофазного гидрирования алкенов в токе водорода (кат. Pt, Pd) в микрореакторе, расположенном между газовым хроматографом и масс-спектрометром.

### УФ-спектроскопические методы анализа алкенов
Алкены с изолированными двойными связями имеют интенсивную (ε от 6500 до 12000) широкую полосу поглощения, обусловленную переходом π→π, в области 165—200 нм. Наличие алкильных заместителей смещает эту полосу в длинноволновую область.

### ИК-спектроскопические методы анализа алкенов
ИК-спектры алкенов имеют представленные в таблице характеристические полосы, вызванные валентными колебаниями связи С=С и C-H:
| Типы колебаний и групп              | Диапазон, см−1 | Примечание                                                                                                |
| ----------------------------------- | -------------- | --- |
| Валентные колебания связей C−H      |                | |
| R2C=CH2                             | 3095-3075      | Могут наблюдаться мультиплеты                                                                             |
| R2C=CHR                             | 3045-3010      | Дифференциация цис- и транс- изомеров невозможна                                                          |
| Деформационные колебания связей C−H |                | |
| RCH=CH2                             | 990, 910       | |
| R,RC=CH2                            | около 890      | |
| R,RC=CHR                            | 840-790        | |
| транс—RCH=CHR                       | около 950      | |
| цис−RCH=CHR                         | 730-665        | |
| Валентные колебания связей C=С      |                | |
| транс−RCH=CHR                       | около 1675     | Полосы умеренной и высокой интенсивности, пригодные для идентификации ациклических и ненапряжённых систем |
| цис−RCH=CHR                         | около 1660     | Полосы умеренной и высокой интенсивности, пригодные для идентификации ациклических и ненапряжённых систем |
| RCH=CR1R2                           | около 1670     | Полосы умеренной и высокой интенсивности, пригодные для идентификации ациклических и ненапряжённых систем |
| R2C=CH2                             | около 1650     | Полосы умеренной и высокой интенсивности, пригодные для идентификации ациклических и ненапряжённых систем |
| RCH=CH2                             | около 1640     | Полосы умеренной и высокой интенсивности, пригодные для идентификации ациклических и ненапряжённых систем |
| C=C−C=C                             | 1645-1600      | Положение полосы, более интенсивной чем у алкенов, зависит от геометрии сопряжённой системы               |
| C=C−C=O                             | 1660-1580      | Положение полосы, более интенсивной чем у алкенов, зависит от геометрии сопряжённой системы               |
| C=C−(C=C)n                          | 1650-1580      | Полосы имеют мультиплетную структуру, а при больших n сливаются в одну широкую полосу                     |
| ArC=C                               | около 1630     | Положение полосы зависит от положения и природы заместителей                                              |

### ЯМР-спектроскопические методы анализа алкенов
ЯМР-спектроскопические методы анализа алкенов позволяют идентифицировать сигналы атомов водорода алкенов, тем самым получив важную информацию о структуре углеводородов. Эти сигналы лежат в диапазоне 4-8 м.д. Существует эмпирическая зависимость, позволяющая достаточно точно вычислить сдвиги протонов алкенов:
δC=C-H = 5,25 + Zгем + Zцис + Zтранс
где Z-аддитивные параметры экранирования соответствующих заместителей.
Значения Z для отдельных заместителей представлены в таблице:
| Заместитель        | Zгем | Zцис  | Zтранс |
| ------------------ | ---- | ----- | ------ |
| H                  | 0,00 | 0,00  | 0,00   |
| Алкил              | 0,45 | -0,22 | -0,28  |
| Алкил (цикл.)*     | 0,69 | -0,25 | -0,28  |
| CH2Ar              | 1,05 | -0,29 | -0,32  |
| CH2X (X:F, Cl, Br) | 0,70 | 0,11  | -0,04  |
| CH2OH              | 0,64 | -0,01 | -0,02  |
| CH2NH2             | 0,58 | -0,10 | -0,08  |
| C=C (изолир.)      | 1,00 | -0,09 | -0,23  |
| C=C (сопряж.)      | 1,24 | 0,02  | -0,05  |
| Ar                 | 1,38 | 0,36  | -0,07  |
| Cl                 | 1,08 | 0,18  | 0,13   |
| Br                 | 1,07 | 0,45  | 0,55   |
| OR                 | 1,22 | -1,07 | -1,21  |
| OC(O)R             | 2,11 | -0,35 | -0,64  |
| CHO                | 1,02 | 0,95  | 1,17   |
| COOH               | 0,97 | 1,41  | 0,71   |
| COOR               | 0,80 | 1,18  | 0,55   |

* — Двойная связь и алкил входят в цикл

## Применение алкенов
Алкены являются важнейшим химическим сырьём.

### Промышленное использование этилена
Этилен используется для производства целого ряда химических соединений: винилхлорида, стирола, этиленгликоля, этиленоксида, этаноламинов, этанола, диоксана, дихлорэтана, уксусного альдегида и уксусной кислоты. Полимеризацией этилена и его прямых производных получают полиэтилен, поливинилацетат, поливинилхлорид, каучуки и смазочные масла.
Мировое производство этилена составляет порядка 100 млн тонн в год (по данным на 2005 год: 107 млн тонн).

### Промышленное использование пропилена
Пропилен в промышленности применяется, в основном, для синтеза полипропилена (62 % процента всего выпускаемого объёма). Также из него получают кумол, окись пропилена, акрилонитрил, изопропанол, глицерин, масляный альдегид.
В настоящее время мировые мощности по выпуску пропилена составляют около 70 млн тонн в год. По прогнозам специалистов, потребность в пропилене в ближайшем будущем будет существенно превышать объёмы его производства, причём, ожидается, что к 2010 году объём его мирового выпуска достигнет 90 млн тонн.

### Промышленное использование прочих алкенов
Бутилены применяют для производства бутадиена, изопрена, полиизобутилена, бутилкаучука, метилэтилкетона и пр.
Изобутилен — сырьё для получения бутилкаучука, изопрена, трет-бутанола; используется для алкилирования фенолов при синтезе ПАВ. Его сополимеры с бутенами применяют как присадки к маслам и герметики.
Высшие алкены С10−С18 применяют при синтезе ПАВ, а также для получения высших спиртов.

## Дополнительные внешние источники

### Общие лекции по химии алкенов
1. Иллюстративные материалы лекций по органической химии профессора Ненайденко В. Г., лекция № 7 (Алкены. Строение, получение, реакционная способность.)
2. Иллюстративные материалы лекций по органической химии профессора Ненайденко В. Г., лекция № 8 (Алкены. Реакционная способность.)
3. Иллюстративные материалы лекций по органической химии профессора Ненайденко В. Г., лекция № 9 (Алкены. Реакционная способность.)
4. Курц А. Л., Ливанцов М. В., Ливанцова Л. И. Алкены (Часть I). Химический факультет МГУ, 1998 год.
5. Курц А. Л., Ливанцов М. В., Ливанцова Л. И. Алкены (Часть II). Химический факультет МГУ, 1999 год.

### Учебная литература
1. Нейланд О. Я. Глава II.  Алкены // Органическая химия: Учеб. для хим. вузов. — М.: «Высшая школа», 1990. — С. 102—130. — ISBN 5-06-001471-1.
2. Робертс Дж., Касерио М. Глава 6. Алкены. Структура, спектры и стереоизомерия. Глава 7. Алкены. Реакции двойных углерод-углеродных связей // Основы органической химии / Под редакцией академика Несмеянова А.Н.. — 2-е, дополненное. — М.: Мир, 1978. — Т. 1. — С. 171—235.
3. Реутов О. А., Курц А. Л., Бутин К. П. Органическая химия. В 4 частях. — 3-е издание. — М.: Бином. Лаборатория знаний, 2007. — Т. 1. — 568 с. — ISBN 978-5-94774-613-6.
4. Травень В. Ф. Глава 5. Алкены // Органическая химия: Учебник для вузов: В 2 т / В. Ф. Травень. — М.: ИКЦ «Академкнига», 2004. — Т. 1. — С. 237—305. — ISBN 5-94628-171-2.

### Механизмы реакций с участием алкенов
1. Марч Дж. Глава 15. Реакции присоединения к кратным связям углерод-углерод. Глава 16. Реакции присоединения к кратным связям углерод-гетероатом. // Органическая химия. Реакции, механизмы и структура. Углубленный курс для университетов и химических вузов: в 4-х томах / Пер. с англ., под редакцией И. П. Белецкой. — М.: Мир, 1988. — Т. 3. — С. 132—430.
2. Сайкс П. Механизмы реакций в органической химии / Пер. с англ.,под редакцией В. Ф. Травеня. — 4-е изд. — М.: Химия, 1991. — 448 с. — ISBN 5-7245-0191-0.

### Использование алкенов в промышленности
1. Этиленовое производство в СНГ: реакторы и катализаторы
2. Полиолефины: новые технологии и рынок